# Linia 35 de tramvai din București

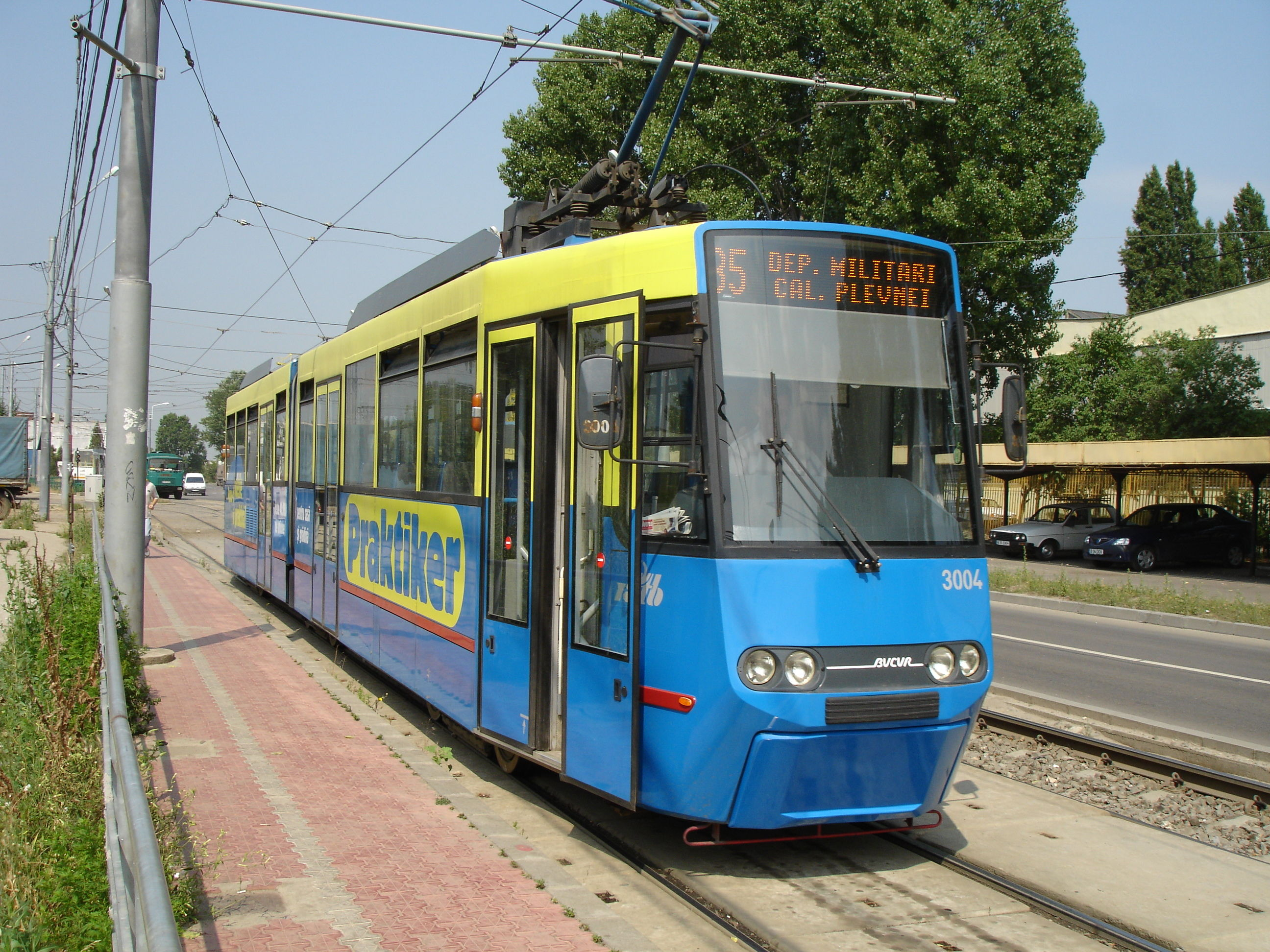
Tramvai Bucur 1 (V2A-T) în stația „Depoul Militari”, în anul 2006.

Tramvaiul 35 din București era o linie de tramvai a STB care începea din Depoul Militari, situat în cartierul bucureștean cu același nume, și se termina la stația Gara Basarab. Traseul tramvaiului avea 21 de stații.
Anterior construcției Pasajului Basarab, linia 35 conecta zona Depoului Militari cu Șoseaua Panduri și avea o lungime de 18 km. În anul 2003, cu tramvaiele 35 circulau în medie 100.000 de călători/zi.
Linia de tramvai 35 a apărut oficial în anul 1981 la data de 1 mai, odată cu reclasificarea liniilor Întrepinderii de Transport București, fiind anterior denumită 25 barat. După desființarea liniilor de tramvai de pe Bulevardul Păcii în anul 1986, aceasta circulă pe traseul actual, pe Bulevardul Timișoara.

## Traseu și stații

### Descrierea traseului
Tramvaiele liniei 35 porneau din stația „Depoul Militari”, situată în fața depoului STB, și circulau pe străzile „Preciziei” și „Valea Cascadelor”. În apropierea stației CFR Cotroceni, linia traversează la nivel calea ferată București Nord–Filaret–Progresul, acum desființată. Traseul tramvaiului 35 continua apoi pe Bulevardul Timișoara, cea mai lungă secțiune dreaptă a liniei, având 10 stații. Pe toată porțiunea de la Depoul Militari și până la stația „Bulevardul Vasile Milea”, ultima de pe Bulevardul Timișoara, tramvaiul 35 avea traseu și stații comune cu tramvaiele 8 și 25.
Tramvaiele liniei 35 circulau apoi pe Bulevardul Vasile Milea până la stația „Pod Grozăvești”, de unde traseul continua pe Șoseaua Orhideelor (situată la partea inferioară a Pasajului Basarab) până la stația terminus „Gara Basarab”. De-a lungul Bulevardului Vasile Milea, tramvaiul 35 avea traseu și stații comune cu tramvaiele 10 și 11.
La ambele capete ale traseului există bucle de întoarcere care permit tramvaielor să-și continue circulația în sens invers.

### Schema traseului
|  |   |   |   | Stație                  | Lat/Long                                        | Cod stație dus/întors | Corespondențe |
|  | - | - | - | ----------------------- | ----------------------------------------------- | --------------------- | ------------- |
|  | ↓ | O | ↑ | Depoul Militari         | 44°25′46″N 25°58′37″E / 44.429568°N 25.977058°E | 420/419               | 8, 25         |
|  |   | o |   | Inscut                  | 44°25′48″N 25°59′00″E / 44.430048°N 25.983293°E | 422/418               | 8, 25         |
|  |   | o |   | SC Vest                 | 44°25′50″N 25°59′19″E / 44.430429°N 25.988475°E | 423/417               | 8, 25         |
|  |   | o |   | Urbis                   | 44°25′51″N 25°59′36″E / 44.430817°N 25.993353°E | 425/415               | 8, 25         |
|  |   | o |   | Cesarom                 | 44°25′54″N 26°00′13″E / 44.431726°N 26.003658°E | 426/413               | 8, 25         |
|  |   | o |   | CFR Cotroceni           | 44°25′43″N 26°00′07″E / 44.428580°N 26.001826°E | 2356/2349             | 8, 25         |
|  |   | o |   | Valea Cascadelor        | 44°25′25″N 26°00′02″E / 44.423744°N 26.000487°E | 4325/4324             | 8, 25         |
|  |   | o |   | Radox                   | 44°25′27″N 26°00′17″E / 44.424083°N 26.00485°E  | 3512/3513             | 8, 25         |
|  |   | o |   | Valea Oltului           | 44°25′29″N 26°00′46″E / 44.424845°N 26.012786°E | 2353/2346             | 8, 25         |
|  |   | o |   | Frigocom                | 44°25′35″N 26°01′05″E / 44.426255°N 26.018125°E | 2352/2345             | 8, 25         |
|  |   | o |   | Romancierilor           | 44°25′36″N 26°01′26″E / 44.426695°N 26.023939°E | 2351/2344             | 8, 25         |
|  |   | o |   | Compasului              | 44°25′37″N 26°01′38″E / 44.426907°N 26.027287°E | 3304/3305             | 8, 25         |
|  |   | o |   | Brașov                  | 44°25′39″N 26°02′05″E / 44.427484°N 26.03459°E  | 2350/885              | 8, 25         |
|  |   | o |   | Sergent Moise           | 44°25′40″N 26°02′22″E / 44.427894°N 26.039317°E | 893/2387              | 8, 25         |
|  |   | o |   | Sibiu                   | 44°25′42″N 26°02′54″E / 44.428285°N 26.048207°E | 2385/585              | 8, 25         |
|  |   | o |   | Bulevardul Vasile Milea | 44°25′43″N 26°03′15″E / 44.428638°N 26.054046°E | 2386/2314             | 8, 25         |
|  |   | o |   | Bulevardul Iuliu Maniu  | 44°26′05″N 26°03′16″E / 44.434772°N 26.05436°E  | 2309/2313             | 10, 11        |
|  |   | o |   | Pod Grozăvești          | 44°26′33″N 26°03′37″E / 44.442392°N 26.060258°E | 2310/2312             | 10, 11        |
|  |   | o |   | Calea Plevnei           | 44°26′50″N 26°03′42″E / 44.447177°N 26.061802°E | 2311/4258             | 11            |
|  |   | o |   | Calea Giulești          | 44°26′53″N 26°03′54″E / 44.448109°N 26.064875°E | 4290/65               | 44            |
|  | ↓ | O | ↑ | Gara Basarab            | 44°26′58″N 26°04′03″E / 44.449324°N 26.067575°E | 64/337                | 44, CFR       |

## Exploatarea liniei
Linia 35 era exploatată de Societatea de Transport București. Ea era parcursă de tramvaie în circa 40 de minute.

## Reabilitarea liniei
În noiembrie 2002, STB a solicitat de la Primăria Municipiului București o autorizație de construire pentru reabilitarea liniei 35 pe străzile „Preciziei”, „Valea Cascadelor”, precum și pe Bulevardul Timișoara până la Bulevardul General Vasile Milea, iar lucrările au debutat în 2003 și s-au extins și în 2004. Pe anumite porțiuni traseul a fost separat de traficul rutier, au fost reabilitate stațiile și înlocuite șinele cu unele sudate. Prin reabilitare se intenționa creșterea vitezei de circulație a tramvaielor de la 12 km/h la 22 km/h.
Începând cu 25 mai 2021, linia de tramvai 35 este suspendată deoarece au început lucrările de reabilitare a liniei de tramvai de pe Bulevardul Vasile Milea.

## Materialul rulant
Pe această linie circulă tramvaie Tatra T4, Bucur V2A-T/V2S-T și tramvaie V3A-93.